# Убиство на позорници (ТВ филм)
Убиство на позорници је југословенски ТВ филм из 1964. године. Режирала га је Љиљана Билуш а сценарио је написао Тито Строци.

## Улоге
| Глумац           | Улога |
| ---------------- | ----- |
| Реља Башић       |       |
| Андро Марјановић |       |
| Иво Марјановић   |       |
| Грета Мерле      |       |
| Славко Миџор     |       |
| Вера Мишита      |       |
| Тито Строци      |       |